# Потій Олександр Володимирович
Олександр Володимирович Потій — Голова Державної служби спеціального зв’язку та захисту інформації, бригадний генерал, доктор технічних наук (за спеціальністю «Системи захисту інформації»), професор. Нагороджений медалями за зразкову службу, неодноразово був заохочений командуванням університету, командуванням Повітряних Сил та Міністром Оборони України. 

## Життєпис
Народився 29 квітня 1971 році в Кривому Розі (Дніпропетровська область).

### Освіта, кваліфікація
1988—1993 — Харківське вище військове командно-інженерне училище ракетних військ. (Факультет: Автоматизовані системи управління. Спеціальність: Автоматизовані системи управління. Фах: Інженер з радіоелектроніки.) 
1993—1996 — Харківський військовий університет. Ад’юнктура. 
2005—2008 — Харківський університет Повітряних Сил. Докторантура. 
2010 — Харківський університет Повітряних Сил. Мовні курси (англійська мова, рівень СМР2). 
2013 — Національна академія оборони Польщі, Варшава. Курси з організації дистанційної освіти. 
2014 — Варшавський університет. Навчання в рамках проєкту «Інноваційний університет та лідерство», проведення досліджень у сфері забезпечення якості вищої освіти України та імплементації нового закону України «Про вищу освіту». За результатами опубліковані статті. 
2016 — Школа публічного менеджменту Українського католицького університету

### Викладацька діяльність, досвід роботи
1988—2014 — Збройні Сили України, Харківський університет Повітряних Сил. Остання посада — начальник кафедри (2008—2014). 
1996—2015 — Харківський національний університет радіоелектроніки. Остання посада — професор кафедри безпеки інформаційних технологій(за сумісництвом). 
2000—2020 — АТ «Інститут інформаційних технологій», Заступник головного конструктора. Здійснював проєктування та супроводження комплексних систем захисту інформації в ІТС НАК «Нафтогаз України», АСУ Збройних сил України, банківських технологій, інформаційних систем інших компаній і відомств; проєктування засобів і комплексів криптографічного захисту інформації. Займався розробленням національних стандартів у галузі КЗІ та нормативних документів НД ТЗІ. 
2014—2019 — Харківський національний університет ім. В. Каразіна. Професор кафедри Безпеки інформаційних систем та технологій. Очолював спеціалізовану вченої ради за спеціальністю «Системи захисту інформації.
2014—2020 — Національний аерокосмічний університет ім. Н. Е. Жуковського «ХАІ». Професор кафедри комп’ютерних систем, мереж і кібербезпеки (за сумісництвом). Брав участь у проєктах:
- TEMPUS «SEREIN» за підтримки Європейського Союзу — розроблення сучасних теоретичних і практично орієнтованих курсів для підготовки магістрів, аспірантів та підвищення кваліфікації фахівців у сфері інформаційної безпеки.
- TEMPUS GreenCo «Зелений комп’ютинг і комунікації» — дослідження механізмів малоресурсної криптографії — розділ у монографії «Малоресурсна
- TEMPUS SAFEGUARD. «National Safeware Engineering Network of Centres of Innovative Academia-Industry Handshaking» — зниження ризиків відмов критичних об’єктів та інфраструктур.

2012 — The Royal Norwegian Air Force Academy, Трондхейм, Норвегія. Запрошений лектор з теми «Організація підготовки фахівців із захисту інформації у Збройних Силах». 
2013 — Технічний університет, Берген, Норвегія. Запрошений лектор з теми «Управління ризиками інформаційної безпеки в нафтогазовому секторі». 
2015—2016 — Європейський центр досліджень у галузі безпеки ім. Джорджа К. Маршалла — George C. Marshall European Center for Security Studies. Член міжнародної робочої групи з розроблення типового навчального плану з кібербезпеки для вищих військових навчальних закладів НАТО. План розроблений та офіційно опублікований центром. 
2017 — Європейський центр досліджень у галузі безпеки ім. Джорджа К. Маршалла — George C. Marshall European Center for Security Studies. Запрошений лектор у складі міжнародної групи лекторів (Німеччина, Франція, США, Польща, Словаччина, Чехія, Австралія, Україна) з підготовки фахівців сектору безпеки та оборони країн Середньої Азії (сфера кібербезпеки). Астана, Казахстан. 
2018 — Atlantic Council, Washington, USA. Участь як key speaker та член делегації за запрошенням Atlantic Council за темою «Russia’s Cуber Operations In Ukraine Beyond» та в консультаціях у конгресі США, Кіберкомандування ВПС США (Техас), University of Texas at Austin та The George Washington University. 

### Державна служба
З 2020 по 2024 рік – Заступник Голови Державної служби спеціального звʼязку та захисту інформації України.
15 листопада 2024 року, Розпорядженням Кабінету Міністрів України від 15.11.2024 № 1120-р призначений Головою Державної служби спеціального звʼязку та захисту інформації України.
Від 29 листопада 2024 року — член Ставки Верховного Головнокомандувача.

## Наукові публікації
Опублікував понад 130 наукових статей (Україна, Польща, Болгарія, Японія, США), 5 навчальних посібників і монографій, здійснив наукове редагування та переклад 26 міжнародних стандартів, зробив більш як 130 доповідей на міжнародних науково-практичних конференціях. 
Серед останніх публікацій:
1. О. О. Кузнецов, О. В. Потій, М. О. Полуяненко, Ю. І. Горбенко. Потокові шифри. Монографія. За загальною редакцією проф. І. Горбенка. Харків, 2020 – 654 с.
2. Potii O., Tsyplinskyi Y., Illiashenko O., Kharchenko V. (2020) Criticality Assessment of Critical Information Infrastructure Objects: A Category Based Methodology and Ukrainian Experience. In: Dziech A., Mees W., Czyżewski A. (eds) Multimedia Communications, Services and Security. MCSS 2020. Communications in Computer and Information Science, vol 1284. Springer, Cham. https://doi.org/10.1007/978-3-030-59000-0_7
3. Kuznetsov, A., Potii, O., Poluyanenko, N., Smirnov, O., Stelnyk, I., & Mialkovsky, D. (2020). Combining And Filtering Functions In The Framework Of Nonlinear-Feedback Shift Register. International Journal of Computing, 19(2), 247-256. Retrieved from http://www.computingonline.net/computing/article/view/1768
4. Kuznetsov, A., Potii, O., Poluyanenko, N., Ihnatenko, S., Stelnyk, I., & Mialkovsky, D. (2019). Opportunities to minimize hardware and software costs for implementing boolean functions in stream ciphers. International Journal of Computing, 18(4), 443–452.
5. Kateryna Isirova, Oleksandr Potii, Jens Christian Claussen. Establishing trust protocols in mutual distrust network by consensus formation / K. Isirova, O. Potii, J. Claussen // Radiotekhnika : All-Ukr. Sci. Interdep. Mag. 2019. № 198. P. 96 – 104
6. Ісірова К. В., Потій О. В. Принципи побудови електронної системи таємного голосування з використанням децентралізованих технологій / К. В. Ісірова, О. В. Потій // Радіотехніка : Всеукр. міжвід. наук.-техн. зб. 2019. Вип. 198. C. 121—129
7. Chapter 4. Improved Mathematical Model Of The Post-Quantum Eletronic Signature Mechanism. Oleksandr Potii, Yurij Gorbenko and Kateryna Isirova (p. 48-56), Chapter 6. Cryptographic Properties Of De Bruijn Sequences Alexandr Kuznetsov, Oleksandr Potii, Nikolay Poluyanenko, Serhii Ihnatenko, Igor Stelnyk and Danylo Mialkovsky(p. 71-90). In ISCI’2019: Information Security in Critical Infrastructures. Collective monograph. Edited by Ivan D. Gorbenko and Alexandr A. Kuznetsov. ASC Academic Publishing, USA, 2019, 445 p. — ISBN: 978-0-9989826-8-7 (Hardback), ISBN: 978- 0-9989826-9-4 (E-book)